# 塔杜瓦爾河
塔杜瓦爾河（法語：Tardoire，法語發音：[taʁdwaʁ]）是法國的河流，位於該國西南部，流經上维埃纳省和夏朗德省，屬於博尼約爾河的支流，河道全長114公里，發源自沙呂，河口處在博尼约尔河畔圣西耶。

## 外部連結
- http://www.geoportail.fr （页面存档备份，存于）
- Sandre数据库中的塔杜瓦爾河